# ISO 3166-2:BF
ISO 3166-2:BF, données pour le Burkina Faso, est une des parties de la norme ISO 3166 concernant les codes des subdivisions internes du pays.

## Régions(13)
| Code ISO 3166-2 | Code INSD | Nom officiel (fr) de la région | Chef-lieu de la région         |
| --------------- | --------- | ------------------------------ | ------------------------------ |
| BF-01           | 02        | Boucle du Mouhoun              | Dédougou                       |
| BF-02           | 12        | Cascades                       | Banfora                        |
| BF-03           | 11        | Centre                         | Ouagadougou (capitale du pays) |
| BF-04           | 10        | Centre-Est                     | Tenkodogo                      |
| BF-05           | 06        | Centre-Nord                    | Kaya                           |
| BF-06           | 07        | Centre-Ouest                   | Koudougou                      |
| BF-07           | 13        | Centre-Sud                     | Manga                          |
| BF-08           | 04        | Est                            | Fada N’Gourma                  |
| BF-09           | 01        | Hauts-Bassins                  | Bobo-Dioulasso                 |
| BF-10           | 09        | Nord                           | Ouahigouya                     |
| BF-11           | 08        | Plateau-Central                | Ziniaré                        |
| BF-12           | 03        | Sahel                          | Dori                           |
| BF-13           | 05        | Sud-Ouest                      | Gaoua                          |

## Provinces(45)
| Code ISO 3166-2 | Code INSD | Nom officiel (fr) de la province | Chef-lieu de la province             | Dans la région |
| --------------- | --------- | -------------------------------- | ------------------------------------ | -------------- |
| BF-BAL          | 31        | Balé                             | Boromo                               | BF-01          |
| BF-BAM          | 01        | Bam                              | Kongoussi                            | BF-05          |
| BF-BAN          | 32        | Banwa                            | Solenzo                              | BF-01          |
| BF-BAZ          | 02        | Bazèga                           | Kombissiri                           | BF-07          |
| BF-BGR          | 03        | Bougouriba                       | Diébougou                            | BF-13          |
| BF-BLG          | 04        | Boulgou                          | Tenkodogo (chef-lieu de région)      | BF-04          |
| BF-BLK          | 05        | Boulkiemdé                       | Koudougou (chef-lieu de région)      | BF-06          |
| BF-COM          | 06        | Comoé                            | Banfora (chef-lieu de région)        | BF-02          |
| BF-GAN          | 07        | Ganzourgou                       | Zorgho                               | BF-11          |
| BF-GNA          | 08        | Gnagna                           | Bogandé                              | BF-08          |
| BF-GOU          | 09        | Gourma                           | Fada N’Gourma (chef-lieu de région)  | BF-08          |
| BF-HOU          | 10        | Houet                            | Bobo-Dioulasso (chef-lieu de région) | BF-09          |
| BF-IOB          | 33        | Ioba                             | Dano                                 | BF-13          |
| BF-KAD          | 11        | Kadiogo                          | Ouagadougou (capitale du pays)       | BF-03          |
| BF-KEN          | 12        | Kénédougou                       | Orodara                              | BF-09          |
| BF-KMD          | 34        | Komondjari                       | Gayéri                               | BF-08          |
| BF-KMP          | 35        | Kompienga                        | Pama                                 | BF-08          |
| BF-KOP          | 36        | Koulpélogo                       | Ouargaye                             | BF-04          |
| BF-KOS          | 13        | Kossi                            | Nouna                                | BF-01          |
| BF-KOT          | 14        | Kouritenga                       | Koupéla                              | BF-04          |
| BF-KOW          | 37        | Kourwéogo                        | Boussé                               | BF-11          |
| BF-LER          | 38        | Léraba                           | Sindou                               | BF-02          |
| BF-LOR          | 39        | Loroum                           | Titao                                | BF-10          |
| BF-MOU          | 15        | Mouhoun                          | Dédougou (chef-lieu de région)       | BF-01          |
| BF-NAM          | 17        | Namentenga                       | Boulsa                               | BF-05          |
| BF-NAO          | 16        | Nahouri                          | Pô                                   | BF-07          |
| BF-NAY          | 40        | Nayala                           | Toma                                 | BF-01          |
| BF-NOU          | 41        | Noumbiel                         | Batié                                | BF-13          |
| BF-OUB          | 18        | Oubritenga                       | Ziniaré (chef-lieu de région)        | BF-11          |
| BF-OUD          | 19        | Oudalan                          | Gorom-Gorom                          | BF-12          |
| BF-PAS          | 20        | Passoré                          | Yako                                 | BF-10          |
| BF-PON          | 21        | Poni                             | Gaoua (chef-lieu de région)          | BF-13          |
| BF-SEN          | 24        | Séno                             | Dori (chef-lieu de région)           | BF-12          |
| BF-SIS          | 25        | Sissili                          | Léo                                  | BF-06          |
| BF-SMT          | 23        | Sanmatenga                       | Kaya (chef-lieu de région)           | BF-05          |
| BF-SNG          | 22        | Sanguié                          | Réo                                  | BF-06          |
| BF-SOM          | 26        | Soum                             | Djibo                                | BF-12          |
| BF-SOR          | 27        | Sourou                           | Tougan                               | BF-01          |
| BF-TAP          | 28        | Tapoa                            | Diapaga                              | BF-08          |
| BF-TUI          | 42        | Tuy                              | Houndé                               | BF-09          |
| BF-YAG          | 43        | Yagha                            | Sebba                                | BF-12          |
| BF-YAT          | 29        | Yatenga                          | Ouahigouya (chef-lieu de région)     | BF-10          |
| BF-ZIR          | 44        | Ziro                             | Sapouy                               | BF-06          |
| BF-ZON          | 45        | Zondoma                          | Gourcy                               | BF-10          |
| BF-ZOU          | 30        | Zoundwéogo                       | Manga (chef-lieu de région)          | BF-07          |

## Mise à jour
- ISO 3166-2:2010-06-30
- Codes INSD : état vérifié au 2013-04-08.